# Forum européen Alpbach
 (février 2025).
La mise en forme du texte ne suit pas les recommandations de Wikipédia : il faut le « wikifier ».
Les points d'amélioration suivants sont les cas les plus fréquents. Le détail des points à revoir est peut-être précisé sur la page de discussion.
- Les titres sont pré-formatés par le logiciel. Ils ne sont ni en capitales, ni en gras.
- Le texte ne doit pas être écrit en capitales (les noms de famille non plus), ni en gras, ni en italique, ni en « petit »…
- Le gras n'est utilisé que pour surligner le titre de l'article dans l'introduction, une seule fois.
- L'italique est rarement utilisé : mots en langue étrangère, titres d'œuvres, noms de bateaux, etc.
- Les citations ne sont pas en italique mais en corps de texte normal. Elles sont entourées par des guillemets français : « et ».
- Les listes à puces sont à éviter, des paragraphes rédigés étant largement préférés. Les tableaux sont à réserver à la présentation de données structurées (résultats, etc.).
- Les appels de note de bas de page (petits chiffres en exposant, introduits par l'outil «  Source ») sont à placer entre la fin de phrase et le point final[comme ça].
- Les liens internes (vers d'autres articles de Wikipédia) sont à choisir avec parcimonie. Créez des liens vers des articles approfondissant le sujet. Les termes génériques sans rapport avec le sujet sont à éviter, ainsi que les répétitions de liens vers un même terme.
- Les liens externes sont à placer uniquement dans une section « Liens externes », à la fin de l'article. Ces liens sont à choisir avec parcimonie suivant les règles définies. Si un lien sert de source à l'article, son insertion dans le texte est à faire par les notes de bas de page.
- La présentation des références doit suivre les conventions bibliographiques. Il est recommandé d'utiliser les modèles {{Ouvrage}}, {{Chapitre}}, {{Article}}, {{Lien web}} et/ou {{Bibliographie}}. Le mode d'édition visuel peut mettre en forme automatiquement les références.
- Insérer une infobox (cadre d'informations à droite) n'est pas obligatoire pour parachever la mise en page.

Pour une aide détaillée, merci de consulter Aide:Wikification.
Si vous pensez que ces points ont été résolus, vous pouvez retirer ce bandeau et améliorer la mise en forme d'un autre article.
Le Forum Européen Alpbach (EFA) est une organisation à but non lucratif et une fondation autrichienne basée à Vienne, en Autriche. Elle est surtout connue pour l'organisation depuis 1945 d'un important événement éponyme dans le village d'Alpbach.
Chaque été, celui-ci rassemble plusieurs milliers de participants – à commencer par des centaines de jeunes de 18 à 30 ans – avec « les esprits les plus novateurs de la société civile, de la science, de la politique, de la culture, et des affaires pour répondre aux questions brûlantes de notre époque : l’action et la justice climatique, la démocratie et la sécurité, le vivre ensemble – et leur financement – dans une perspective européenne. »

## Histoire
En 1945, Otto Molden, alors étudiant à Vienne et ancien résistant autrichien pendant la Seconde Guerre Mondiale, et Simon Moser, professeur de philosophie à Innsbruck, ont fondé les « Semaines Universitaires Internationales » dans le village tyrolien d'Alpbach. Cet événement annuel, organisé en août, a pris en 1949 le nom de « Forum Européen Alpbach ».
À ses débuts, il réunissait principalement de jeunes engagés dans la résistance contre le National-socialisme. L'initiative a rapidement bénéficié du soutien des autorités françaises d'occupation ainsi que du premier gouverneur du Tyrol, Karl Gruber, lui-même ancien résistant.

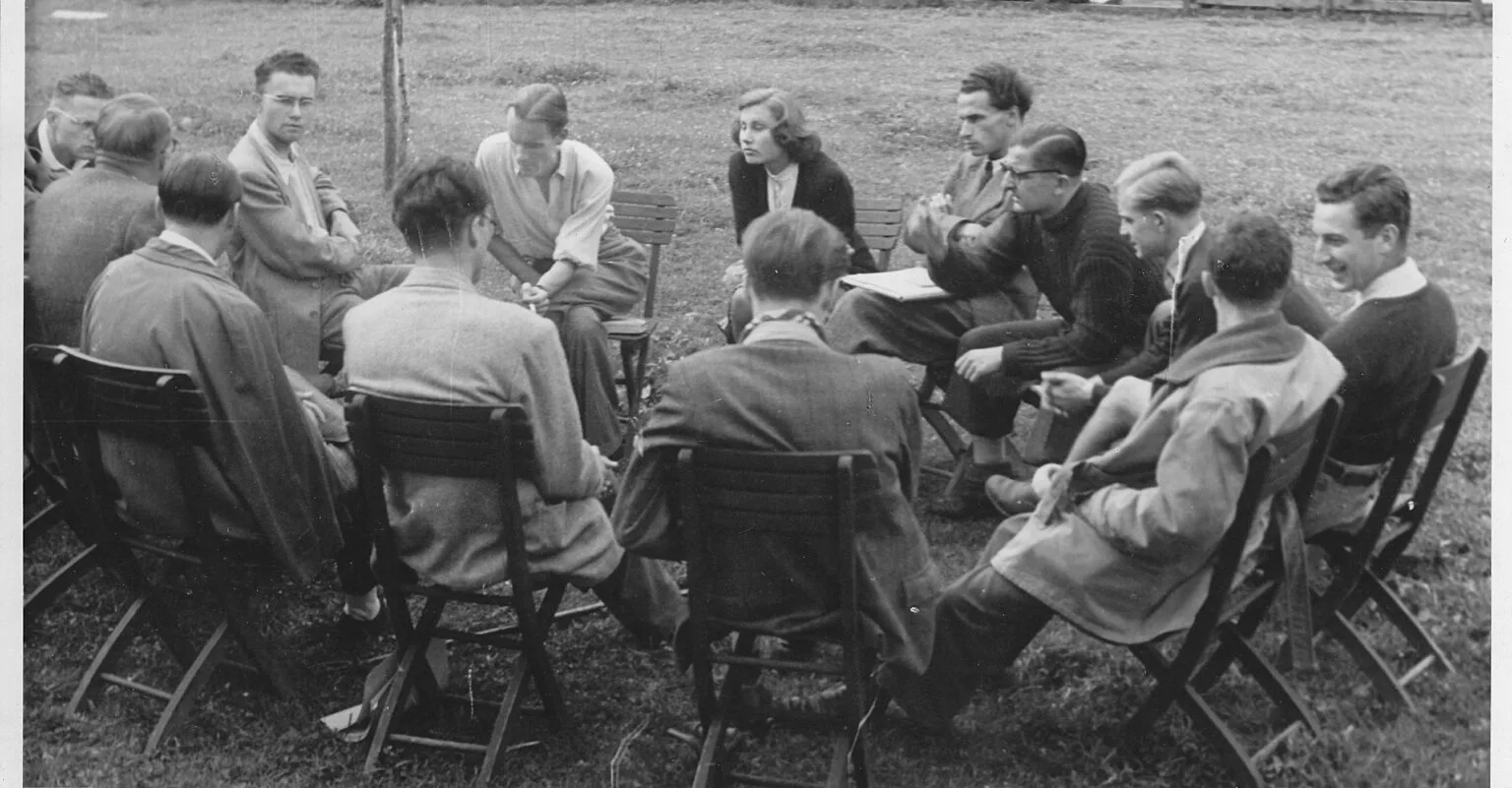
Groupe de discussion au Forum Européen Alpbach 1946

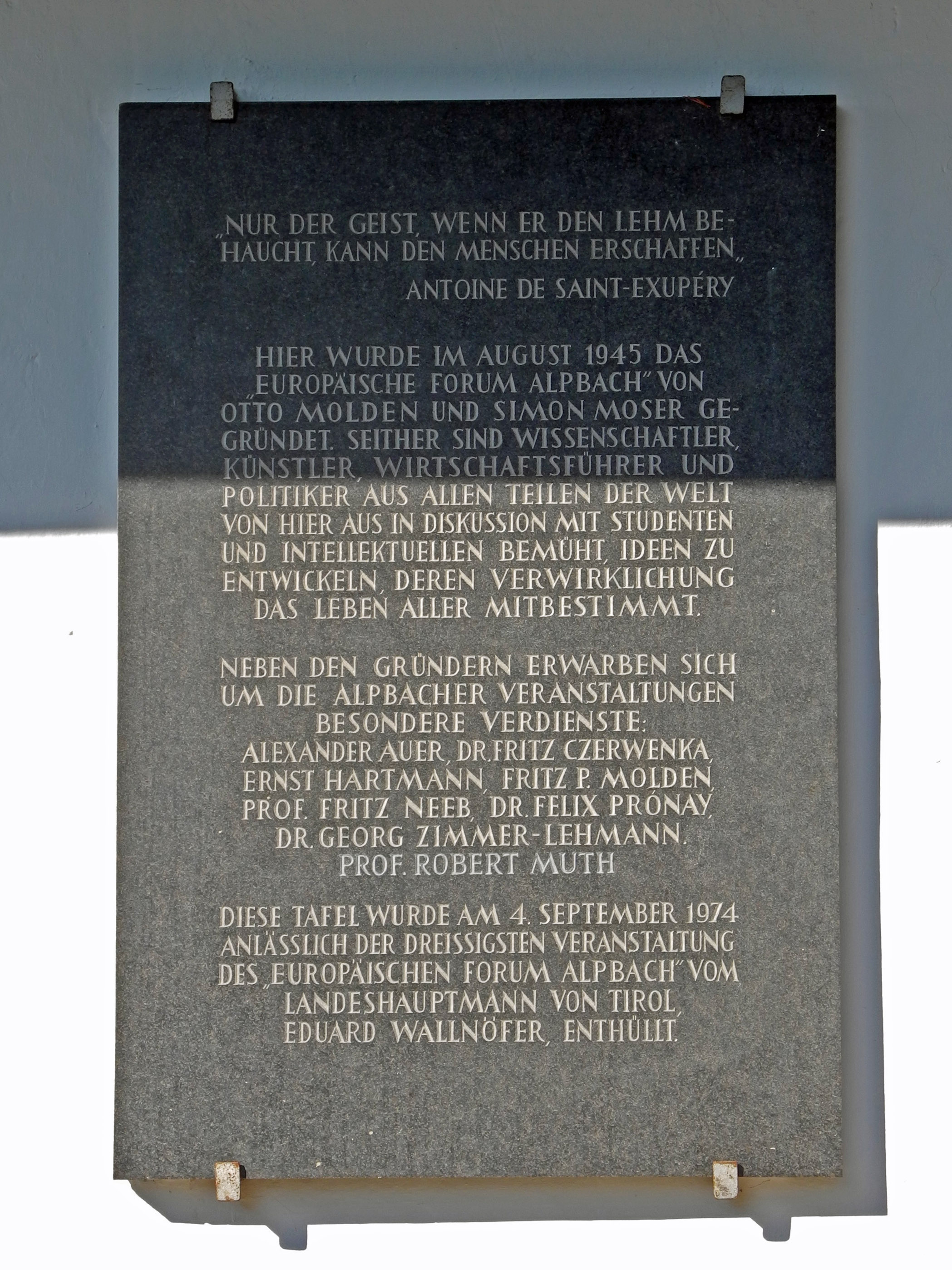
Plaque commémorative des fondateurs du Forum Européen Alpbach érigée le 4 septembre 1974 par le Gouverneur du Tyrol Eduard Wallnöfer. On peut y lire une citation d'Antoine de Saint-Exupéry : « Seul l'Esprit, s'il souffle sur la glaise, peut créer l'Homme » tirée de Terre des Hommes (1939).

Le Forum visait à revitaliser la vie intellectuelle européenne. Otto Molden défendait l'idée d'une unification politique de l'Europe pour prévenir de futurs conflits, tandis que Simon Moser plaidait pour une réforme des structures universitaires et un dialogue interdisciplinaire. Au fil des ans, le Forum s'est élargi à des thématiques scientifiques, politiques, culturelles et économiques. Il a ainsi contribué à la réflexion intellectuelle en Europe après la Seconde Guerre mondiale, notamment en favorisant les échanges entre la recherche et les applications pratiques.

### Présidents
- Otto Molden, 1945–1960, 1970–1992
- Heinrich Pfusterschmid-Hardtenstein, 1992–2000
- Erhard Busek, 2000–2012
- Franz Fischler, 2012–2020
- Andreas Treichl, 2020–2024
- Othmar Karas, 2024–

### Participants éminents
Au fil des années, le Forum Européen Alpbach a accueilli de nombreuses personnalités éminentes issues de divers domaines. Parmi elles, des penseurs et philosophes tels que Theodor W. Adorno, Hans Albert, Ernst Bloch et Karl Popper ; des économistes comme Friedrich von Hayek, James M. Buchanan, Joseph Stiglitz et Myron Scholes ; des scientifiques et lauréats du prix Nobel, dont Ernst B. Chain, John Carew Eccles, Manfred Eigen, Roger Y. Tsien, Cédric Villani, Anton Zeilinger et Erwin Schrödinger.

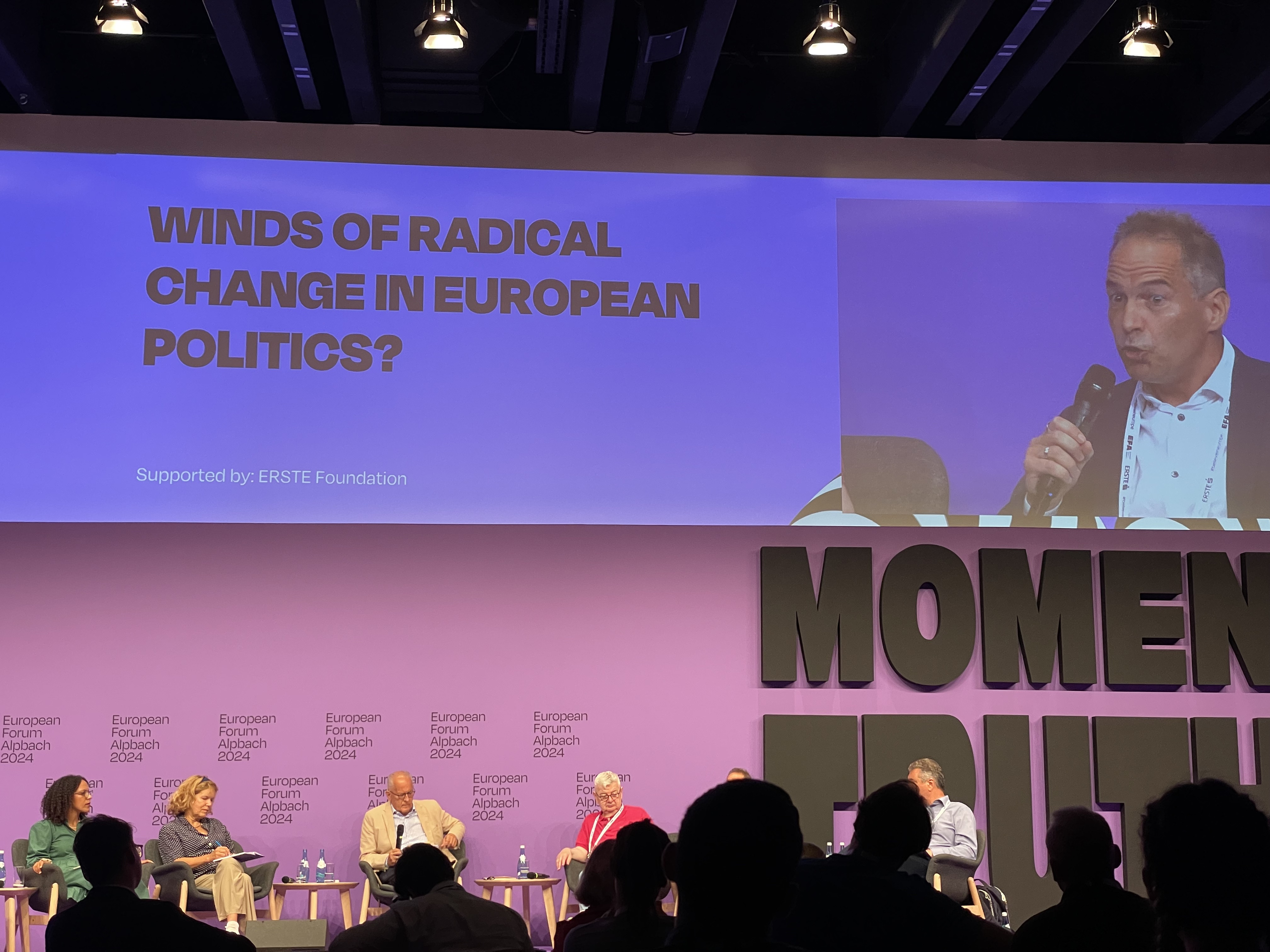
Panel au Forum Européen Alpbach 2024

Le forum a également compté des figures politiques et diplomatiques de premier plan, telles qu’Indira Gandhi, Ban Ki-moon, Jacques Delors, Helmut Kohl, Thomas Mayr-Harting, Yitzhak Rabin, Geneviève Pons, Pascal Lamy, Alexander Van der Bellen et Vjosa Osmani. À cela s’ajoutent des artistes et intellectuels influents comme Christo, Peter Sloterdijk et Richard Sennett, ainsi que des activistes et leaders d’opinion tels que Kumi Naidoo et Mary Robinson.
Pendant longtemps, les questions féministes ont été négligées au Forum Européen Alpbach. La première trace officielle d'un groupe de travail sur les questions d'égalité des genres remonte à 1986, et ce n'est que dans les années 1990 qu'une femme, Elisabeth Herz-Kremenak, rejoint le conseil d'administration du forum. La salle principale de conférence du Centre des Congrès d'Alpbach porte désormais son nom et en 2024, 51% des orateurs sont des femmes.

## Programme et thématiques
L'événement du mois d'août est structuré en différents modules :
- Les « Séminaires Alpbach » dédiés aux boursiers de moins de 30 ans. Des ateliers et débats pendant cinq jours donnés par des professeurs, diplomates, chercheurs, artistes et politiciens pendant cinq jours[8].
- Les « Lab Days[9] », où des experts sélectionnés collaborent en sessions fermées sur des questions prédéterminées et réfléchissent à des défis spécifiques[10]: comme l'intégration des Balkans occidentaux, la justice intergénérationnelle, ou le rôle des villes dans la transition écologique.
- Les « Journées de l'Europe dans le Monde » pendant trois jours pour le coup d'envoi de la saison politique européenne.
- Les « Journées de l'Autriche dans l'Europe » pendant trois jours qui marquent l'ouverture de la saison politique autrichienne.

Les modules du Forum Européen Alpbach sont organisés autour de cinq axes thématiques :
1. Climat ;
2. Démocratie et État de Droit ;
3. Finance et Économie
4. Sécurité
5. Arts et Culture ;

Lors de l'édition 2024, année marquée par des dizaines d'élections nationales à travers le monde, le programme Arts et Culture et la Vienna Fashion Week organise une élection fictive,. Deux visions opposées s’y affrontent : la techno-utopie de « SPA - Super Progressive Alliance » et l’éco-socialisme de « RHIZOME RULE », qui remporte le vote. Les habitants d’Alpbach votent dans des bureaux dédiés. La campagne, accompagnée d’affiches, spectacles, concerts et ateliers, explore les notions d’engagement citoyen et d’avenirs possibles.

## Programme de bourses et réseaux alumni
Chaque année, le Forum Européen Alpbach attribue des bourses à des centaines de jeunes talents de moins de 30 ans du monde entier. Le programme de bourses permet à 350 étudiants en 2025, jeunes professionnels, et acteurs du changements de venir à Alpbach pour participer au programme de séminaires, de conférences, d'activités sociales et culturelles pendant les deux dernières semaines d'août. Les bourses sont financées par des sponsors privés, des subventions et des dons. Le programme de bourses de l'EFA est un pilier essentiel du forum, car il permet la diversité des perspectives et l'échange intergénérationnel, en faisant l'un des rares forums de cette taille à accorder une telle place aux plus jeunes générations.

### Forum Alpbach Network (FAN) - Groupes d'initiative et clubs
À ce jour, les anciens boursiers ont fondé plus de 30 groupes alumni dans le monde entier (principalement en Europe centrale et orientale) pour rester en contact après l'EFA et developper des projets localement.
Ces groupes et clubs promeuvent l'esprit d'Alpbach dans leur pays d'origine et dans leurs universités et organisent des événements interdisciplinaires et des conférences. La plupart d'entre eux accorde des bourses pour permettre aux jeunes de leur pays de participer au Forum Européen Alpbach.
Il existe notamment des groupes d'initiative et clubs en Arménie, en Albanie, en Autriche, en Belgique, en Bosnie-Herzégovine, en Bulgarie, en Croatie, en France, en Allemagne, en Hongrie, en Italie, en Iraq, au Kosovo, au Liechtenstein, en Macédoine du Nord, au Monténégro, en Pologne, au Royaume-Uni, en Serbie, en République tchèque, en Roumanie, en Slovaquie, en Slovénie, et en Ukraine.

#### Élections européennes 2024: Projet Palumba

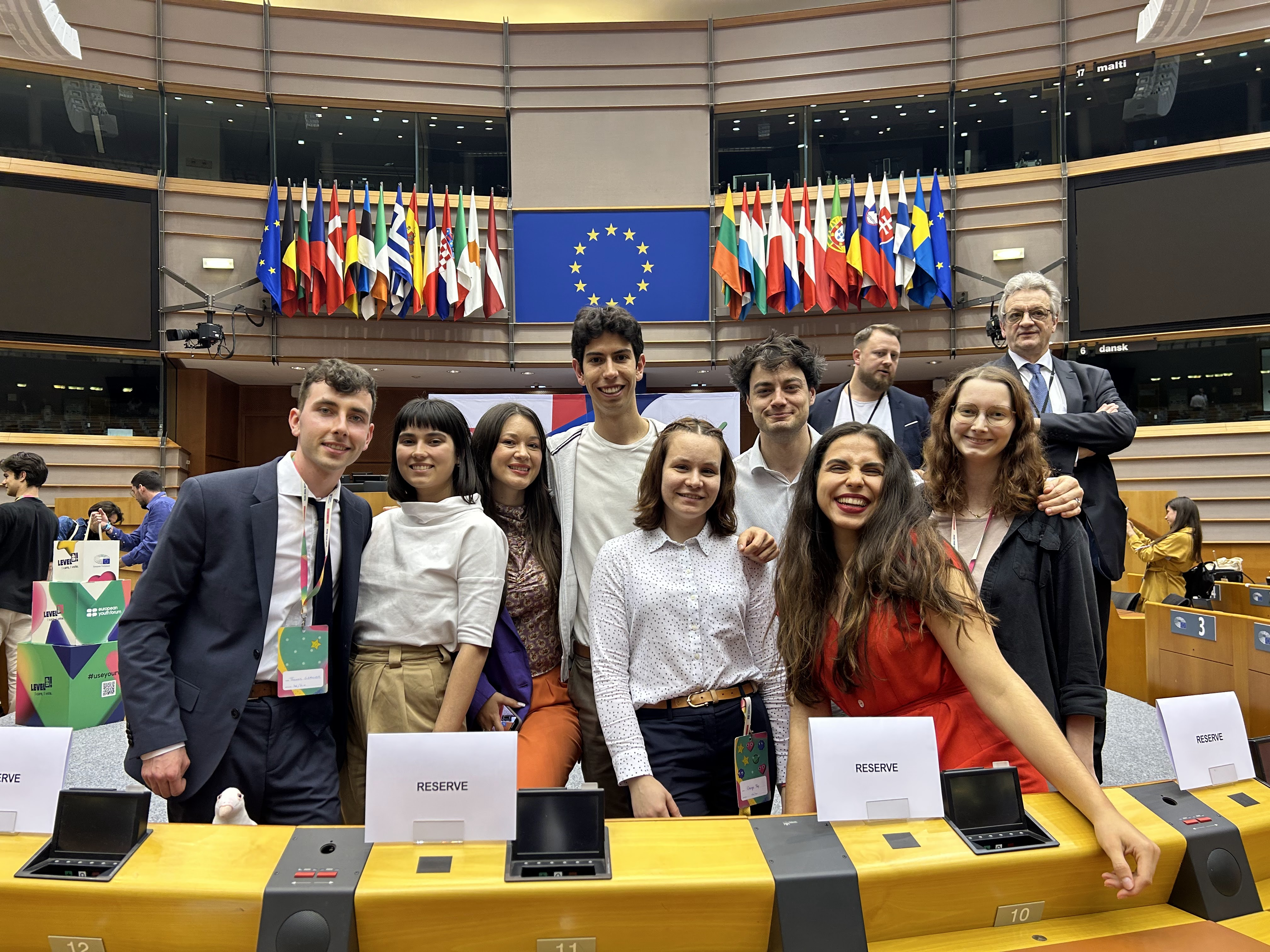
Alumni EFA présentant l'initiative Palumba au Parlement Européen en Avril 2024, deux mois avant les élections européennes.

En 2024, les alumni des clubs Alpbach France, Espagne et Belgique ont mené une campagne visant à encourager la participation des jeunes aux élections européennes. L’initiative Palumba est rapidement devenue l'une des applications d’aide au vote les plus téléchargées en Europe, avec pour objectif de réduire l’abstention des primo-votants.
L’initiative a permis d’accompagner plus de 170 000 jeunes électeurs dans 27 pays et en 22 langues, bénéficiant du soutien de plusieurs institutions, fondations et organisations non gouvernementales (Erasmus Network, Oxfam, European Youth Forum) de l’Union européenne. À ce jour, il s’agit de l’un des projets les plus importants développés par des anciens participants du Forum Européen d’Alpbach en près de 80 éditions.
Le 6 février 2025, Palumba est annoncé parmi les 5 lauréats mondiaux dans la catégorie Young Innovators des en:World Summit Awards.

### Réseau africain Alpbach (African Alpbach Network (AAN))
Le réseau africain Alpbach a été fondé en 2019 et compte plus de 70 membres issus de plus de dix pays africains.

### Club alumni 'Alpbach in Motion'
Alpbach in Motion (AIM) est un sommet de trois jours qui se déroule pendant le Forum Européen Alpbach. Le programme AIM met en relation jusqu'à 40 leaders émergents issus de différents milieux d'affaires. Il vise à encourager ses participants à renforcer l'Europe en apportant des changements et de nouvelles façons d'agir dans leurs secteurs et leurs réseaux. Les anciens participants au programme ont fondé un club d'anciens élèves qui échangent et organisent régulièrement des événements.